# Barrio del Lago
Barrio del Lago es una localidad argentina ubicada en el departamento Candelaria de la Provincia de Misiones. Depende administrativamente del municipio de Candelaria, de cuyo centro urbano dista unos 6 km. Se encuentra sobre la margen derecha de la desembocadura del arroyo Garupá; en esta altura el cauce fue ocupado por las aguas del embalse de la represa de Yaciretá, de allí el nombre de Barrio del Lago.
Para el INDEC la localidad es un aglomerado urbano separado de Candelaria ya que lo separan unos 3 km de espacio sin continuidad edilicia. Puede considerarse un barrio de Candelaria, o una extensión del Gran Posadas sobre este departamento, ya que el Gran Posadas se expandió hasta la orilla contraria del arroyo Garupá.
Como atractivo cuenta con el Parque de Rehabilitación El Puma donde se cuidan animales autóctonos antes de reingresarlos a la naturaleza.

## Vías de comunicación
Su principal vía de acceso es la Ruta Nacional 12, que la vincula al noroeste con Posadas y al este con Candelaria.

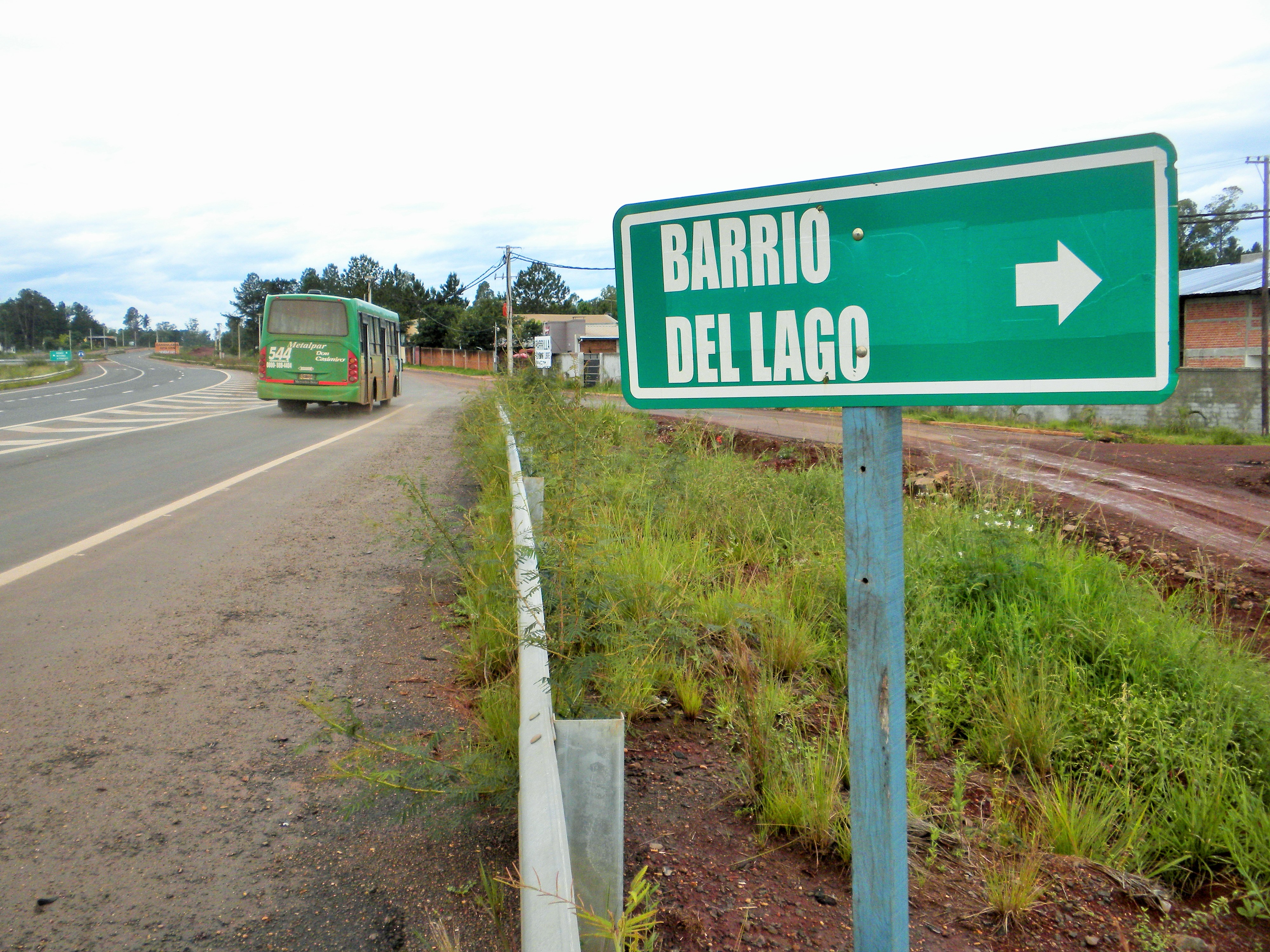
Llegada al B° El Lago
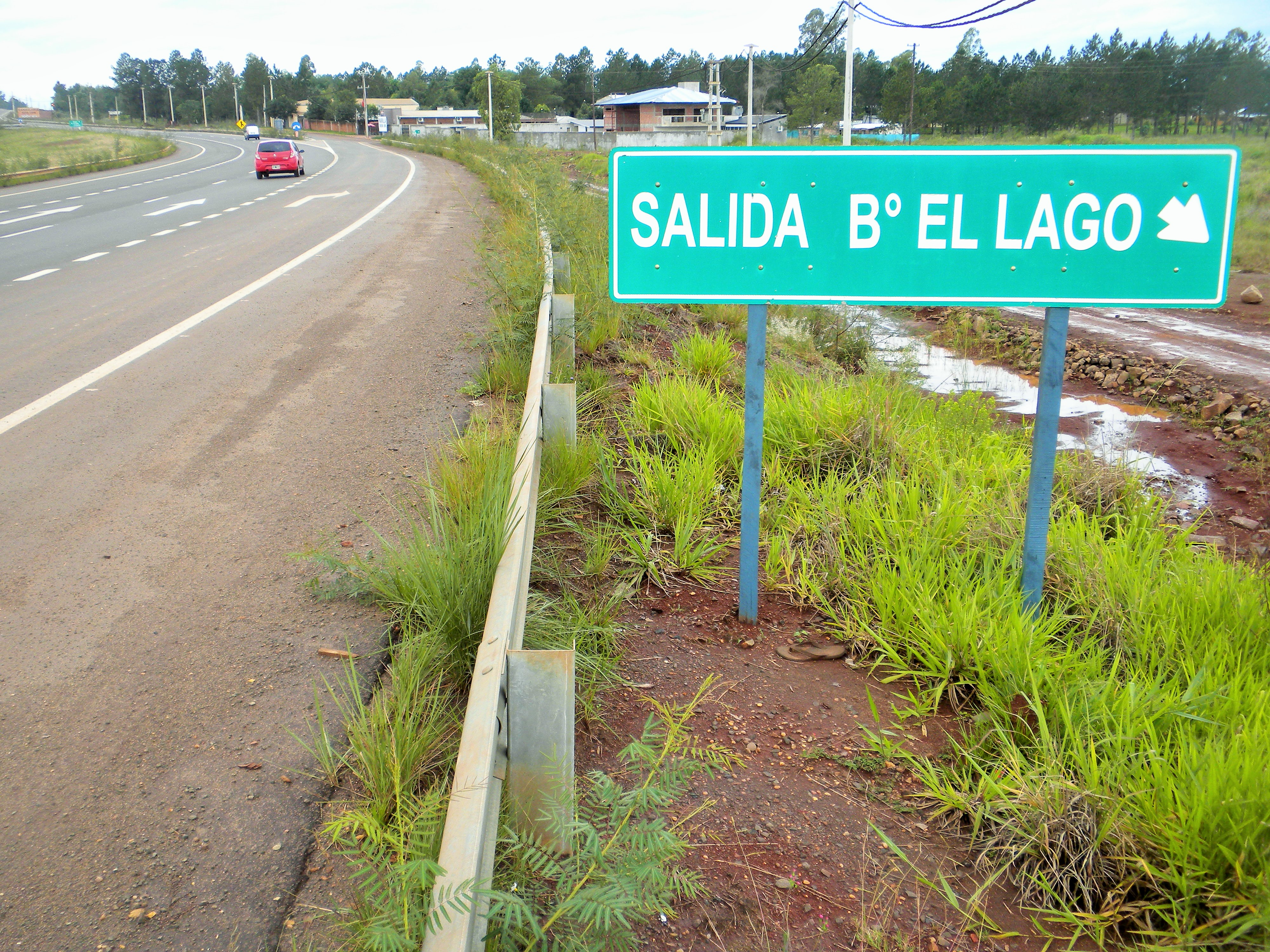
Salida a Barrio El Lago
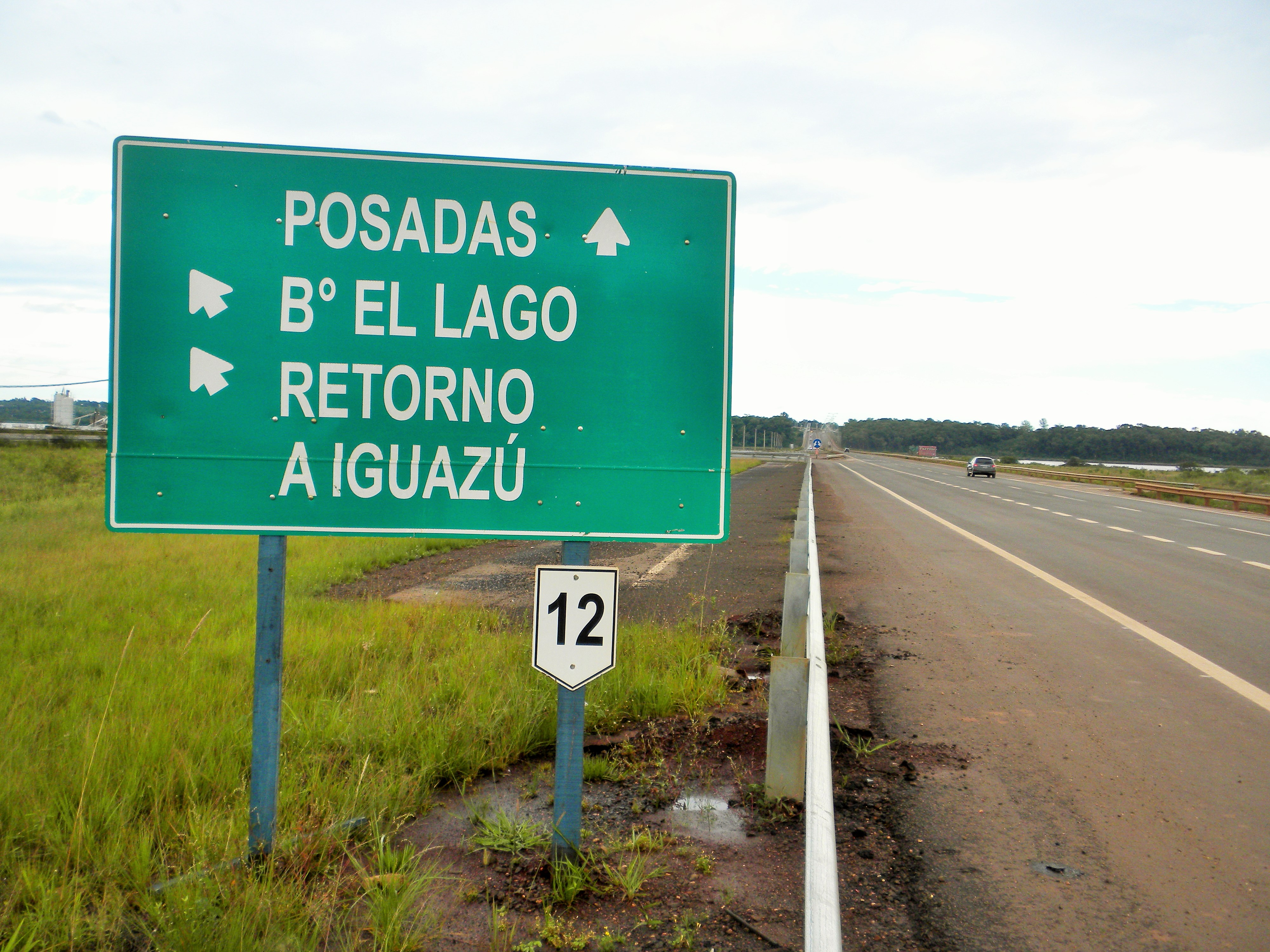
A Posadas, Barrio El Lago y Retorno a Iguazú